# Đền Khê Khẩu
Đền Khê Khẩu là một di tích lịch sử - văn hóa tại phường Văn Đức, thành phố Chí Linh, tỉnh Hải Dương, Việt Nam, thờ Phó nguyên soái Đại tướng quân Trần Hiển Đức, người có công trong cuộc kháng chiến Chống quân Nguyên Mông vào thế kỷ thứ XIII.

## Thông tin chung
Khu di tích lịch - sử văn hóa đền Khê Khẩu thuộc thôn Khê Khẩu, xã Văn Đức, thị xã Chí Linh, tỉnh Hải Dương là nơi tôn thờ Trần Hiển Đức, danh tướng thời Trần (Thế kỷ XIII). Tương truyền, khu di tích được hình thành sau khi tướng quân qua đời. Cùng với việc xây dựng đền thờ Trần Hiển Đức nhân dân trang Khê Khẩu còn xây dựng thêm: Lăng Cố Phụ, lăng Cố Mẫu và Nghè Hạ để phối thờ: Cha, mẹ và hai phu nhân của ông tạo thành quần thể Di tích Lịch sử Văn hóa đền Khê Khẩu.

## Quá trình hình thành và phát triển
Theo sách: "Đại Nam nhất thống chí" vùng đất Chí Linh từ thời Trần về trước thuộc xứ Bàng Châu; đến thời thuộc Minh (1414- 1427) mới đặt tên huyện Chí Linh, châu Nam Sách, phủ Lạng Giang; thời Lê Quang Thuận đổi lệ thuộc vào phủ Nam Sách.
Vào đầu thời Nguyễn (Thế kỷ XIX) Khê Khẩu là một xã thuộc tổng Vĩnh Đại, huyện Đông Triều, phủ Kinh Môn, trấn Hải Dương. Sau cách mạng tháng 8 năm 1945, để phục vụ cho yêu cầu cách mạng, tổng Vĩnh Đại được chia tách thành hai xã: Đức Chính và Văn Hoá. Xã Đức Chính gồm 3 thôn: Bích Nham, Đông Xá, Kênh Mai; xã Văn Hoá cũng có 3 thôn: Vĩnh Đại, Khê Khẩu, Bích Thủy.
Tháng 4 năm 1947, hai xã Đức Chính và Văn Hoá sáp nhập, lấy tên là xã Văn Đức. Xã Văn Đức lúc đó gồm 7 thôn: Vĩnh Đại, Đông Xá, Bích Nham, Khê Khẩu, Vĩnh Long, Bích Thủy và Kênh Mai.
Do quá trình phát triển, hiện nay xã Văn Đức có 10 thôn: Khê Khẩu, Vĩnh Đại 7, Vĩnh Đại 10, Vĩnh Long, Bích Thủy, Đông Xá, Bến Đò, Bích Nham, Kênh Mai 1, Kênh Mai 2, thuộc thị xã Chí Linh, tỉnh Hải Dương. 
Điều kiện tự nhiên của xã Văn Đức có những nét đặc thù với 2/3 diện tích là đồi núi. Trên địa bàn xã có cao điểm 92 - đỉnh núi Đại Hàn, thôn Đông Xá- nơi diễn ra chiến công oanh liệt của quân và dân Văn Đức trong cuộc kháng chiến chống Pháp.
Văn Đức có mỏ than với trữ lượng lớn thuộc 2 thôn Kênh Mai và Khê Khẩu, đây là nguồn tài nguyên quý của quốc gia.

## Lịch sử
Căn cứ vào nội dung tấm bia "Thần tích bi ký" do Lễ bộ thượng thư Đông các Đại học sĩ Nguyễn An khởi soạn vào năm Hồng Đức tam niên (1472) và được khắc dựng năm Bảo Đại thập tứ niên (1939) hiện còn bảo lưu tại di tích thì thân thế và sự nghiệp của tướng quân Trần Hiển Đức được tóm tắt như sau:
Trần Hiển Đức sinh ngày 2 tháng 2 năm Nhâm Dần (?) tại huyện Đông Triều, phủ Kinh Môn, trấn Hải Dương. Cha là Trần Hiển Công, là người giỏi nghề bốc thuốc chữa bệnh và dạy học. Mẹ là Lê Thị Đạt là người nổi tiếng đoan trang, tiết hạnh. Cả hai ông bà đều nhân hậu, chăm lo việc làm thiện tâm.
Sinh thời, Trần Hiển Đức là người khoẻ mạnh, thông thái, văn võ kiêm toàn. Năm ông 18 tuổi cha, mẹ đều qua đời. Ba năm sau đoạn tang, gặp buổi đất nước bị giặc Nguyên Mông xâm lược. Trần Hiển Đức đã theo "Chiếu cầu hiền" của vua Trần, tình nguyện ứng tuyển và gia nhập cùng đội quân trai tráng hơn một ngàn người ra trận.
Được tin, vua cho gọi thử tài văn võ và thừa nhận Trần Hiển Đức là người toàn tài, liền gia phong làm phó nguyên soái Đại tướng quân. Nhận trọng trách triều đình vừa giao phó, ông trở về quê mở đại tiệc khao mừng quân sĩ. Trên đường về tới trang Khê Khẩu, huyện Đông Triều, phủ Kinh Môn, tình cờ tướng quân gặp hai chị em bán quán xinh đẹp. Như đã hẹn ước, Trần Hiển Đức cùng kết duyên cầm sắt với hai nàng.
Ngắm xem phong cảnh Khê Khẩu, núi sông bao bọc, địa thế hiểm trở.Trần Hiển Đức truyền cho quân sĩ dựng đồn binh lấy tên là "Ứng Nguyên". Tại đây, ông đã được nhân dân bản trang hết lòng ủng hộ. Ít lâu sau, ông nhận lệnh triều đình về kinh cùng các văn võ, bách quan bàn định kế sách giữ nước. Vua Trần Nhân Tôn phong tước Đại Vương cho Trần Quốc Tuấn và giao quyền tổng chỉ huy quân đội; Trần Quang Khải làm nguyên soái Đại tướng quân và Trần Hiển Đức làm Phó nguyên soái. Các tướng chia quân làm nhiều mũi cùng tiến công quân Nguyên. Chẳng bao lâu, quân giặc thua chạy toán loạn, tướng cầm đầu là Toa Đô bị bắt tại Hàm Tử Quan. Ô Mã Nhi bị chém tại sông Bạch Đằng... Thây chất cao như núi.
Quân ta đại thắng; Đất nước trở lại thanh bình, Hưng Đạo Vương Trần Quốc Tuấn xa giá về kinh lập biểu tâu vua về công trạng của Trần Hiển Đức. Vua Trần xuống chiếu hồi quân, tổ chức ban thưởng cho các sĩ tướng và cho Trần Hiển Đức hưởng bổng lộc ở ấp ông cai quản thuộc đạo Hải Dương. Cuối đời ông đã sống cùng hai phu nhân và mất tại đây, tục truyền vào ngày 16 tháng 10 âm lịch.
Biết tin ông qua đời, Vua Trần ban sắc phong Đại Vương và giao cho nhân dân trang Khê Khẩu lập đền thờ cúng lâu dài, cùng cha, mẹ và nhị vị phu nhân ngay tại khu doanh đồn cũ của tướng quân.

## Lễ hội
Hàng năm, tại khu di tích, nhân dân địa phương thường tổ chức lễ hội mùa xuân từ ngày 30 tháng Giêng đến ngày mùng 2 tháng 2 âm lịch, đây là lễ hội lớn nhất trong năm. Ngoài ra, còn tổ chức tế lễ một ngày 16 tháng 10 (Ngày thánh hoá).
Trước ngày 30 tháng 2 cả làng Khê Khẩu đã chuẩn bị chu đáo cho lễ hội. Sáng ngày 30, cả ba giáp (giáp cụ Tạo, giáp cụ Thứ và giáp cụ Yên) khiêng ba con lợn tạ (cân đủ) ra đền và làm thịt. Chiều cả làng tập trung tại đền rước sắc phong xuống Nghè Hạ- nơi thờ nhị vị phu nhân làm lễ. Sau đó rước về đền tế xin được mở lễ hội, trên đường đi qua miếu Cố Phụ và miếu Cố Mẫu, kiệu rước quay tròn để bái vọng (vì đường hẹp không rước vào được). Lễ hội chủ yếu diễn ra tại đền. Tại đây, các thành viên của làng đều có trách nhiệm trong việc tổ chức lễ. Trước đây các giáp có ruộng công cho giáp cấy để lấy hoa lợi làm lễ đám trong năm. Đền Khê Khẩu có tục tế "Tam sinh".
Trong các ngày lễ hội, tại đền có diễn ra nhiều trò chơi dân gian như: Vật, chơi cờ người, tổ tôm điếm, đi cầu thùm... buổi tối có hát chèo, tuồng cổ.

## Hiện trạng di tích
Từ thời hậu Lê (Thế kỷ XVIII) đến thời Nguyễn (Thế kỷ XIX) đền Khê Khẩu đã qua 4 lần trùng tu vào các năm: Vĩnh Hựu thứ 3(1737), Gia Long thứ 7 (1808), Tự Đức thứ 4(1851), Bảo Đại thứ 14(1939).
Đền Khê Khẩu có quy mô khá lớn, kiến trúc chữ Đinh (J) gồm 5 gian tiền tế và 3 gian hậu cung. Riêng hậu cung kết cấu kiểu phương đình chồng diêm cổ các gồm 2 lớp mái. Khu di tích có cảnh quan thiên nhiên đẹp.
Năm 1952, thực dân Pháp thiết lập hành lang Đông - Tây, nhằm chia cắt chiến khu Việt Bắc với Liên khu I và II. Trong bối cảnh đó, xã Văn Đức nói riêng và Chí Linh, Đông Triều nói chung bị giặc tàn phá nhiều lần nhằm triệt phá các cơ sở kháng chiến của ta. Vì vậy đền Khê Khẩu cũng bị đạn pháo của quân Pháp san bằng, chỉ còn lại ban thờ lộ thiên và một số bia đá.
Đền Khê Khẩu hiện nay được nhân dân khôi phục lại vào năm 2002, kiến trúc kiểu chữ Đinh (J) gồm tiền tế 5 gian và 2 gian hậu cung.
+ Toà tiền tế dài 8,45m, rộng 7,43m, phần mộc của toà nhà có kết cấu khá đơn giản.
+ Hậu cung dài 5,5m, rộng 3,95m nối liền với toà tiền tế, kiến trúc tre nứa, địa phương đang có phương án xây dựng lại.
Lăng Cố phụ mới được xây dựng năm 1993, nguyên trước kia chỉ có dấu tích ngôi mộ cụ Trần Hiển Công, nằm trên sườn đồi núi Lăng. Kiến trúc kiểu chữ Đinh (J) gồm 3 gian tiền tế, 2 gian hậu cung rất đơn giản, lợp ngói tây. Phần mộ đặt sau lăng được xây bó vỉ gạch xi măng bao tròn lộ thiên.
Lăng Cố mẫu được khôi phục năm 1992. Kiến trúc kiểu chữ Đinh (J) gồm 3 gian tiền tế nhỏ và 1 gian hậu cung xây cuốn xi măng.
Nghè Hạ được khôi phục năm 1992. Kiến trúc kiểu chữ Đinh (J) gồm 3 gian tiền tế và 1 gian hậu cung, lợp ngói tây. Công trình có kiến trúc khá đơn giản.
Khi chưa bị phá dỡ, di tích có khá nhiều cổ vật, trải qua chiến tranh và thiên nhiên tàn phá, một số cổ vật được nhân dân cất dấu, giữ gìn, nay là những cổ vật có giá trị của di tích.
- 1 bia đá "Thần tích bi ký" do Lễ bộ Thượng thư Đông các Đại học sỹ Nguyễn An phụng soạn năm Hồng Đức tam niên (1472) và được khắc dựng năm Bảo Đại thứ 14 (1939).
- 1 bia "Công đức bi ký" dựng năm Vĩnh Hựu năm thứ 3(1737)
- 1 bia "Hậu thần bi ký" dựng vào năm Tự Đức năm thứ 4 (1851)
- 1 bia "Hậu thần bi ký" được khắc dựng năm Gia Long thứ 7 (1808).

Từ sau lần tái tạo vào năm 2002 đến nay, di tích còn đang quy hoạch và tiếp tục trùng tu, đặc biệt là hậu cung đền, lăng Cố Phụ, lăng Cố Mẫu, nghè Hạ đang bị xuống cấp. Chính quyền và nhân dân địa phương đã tôn tạo được khá nhiều hạng mục như nghi môn, khu phụ, lát sân, trồng cây. Ngày 28 tháng 12 năm 2006, khu di tích được xếp hạng cấp tỉnh, từ đó địa phương có cơ sở tu sửa di tích, ngày càng khang trang đẹp đẽ, đáp ứng được nhu cầu tín ngưỡng của nhân dân.